# Omnium
L'omnium è una specialità del ciclismo su pista. Si tratta di una competizione individuale composta attualmente da quattro differenti prove (scratch, corsa tempo, corsa a eliminazione e corsa a punti), la cui classifica finale viene stilata in base ai punti ottenuti dai ciclisti in ciascuna prova. È parte del programma dei campionati del mondo dal 2007 ed è specialità olimpica dal 2012.

## Svolgimento delle gare
Dal 2007 al 2010 il regolamento dell'Unione Ciclistica Internazionale prevedeva la suddivisione dell'omnium in cinque differenti prove da svolgere in un'unica giornata. Le prove in programma erano, nell'ordine, una cronometro con partenza lanciata su 200 metri, uno scratch da 15 km, un inseguimento individuale sulla distanza dei 3 km, una corsa a punti su 15 km e una corsa a cronometro (1 km per le gare maschili, 500 m per quelle femminili). Al termine di ogni prova veniva assegnato 1 punto al vincitore, 2 al secondo e così via fino all'ultimo; vincitore era il ciclista che totalizzava meno punti.
A partire dai campionati del mondo 2011 il regolamento venne modificato, portando a sei il computo delle prove, svolte non più in un giorno solo, ma su due giornate consecutive. Le prove in programma diventavano, nell'ordine, un giro lanciato a cronometro, una corsa a punti (30 km per le gare maschili Elite, 20 km per quelle femminili Elite), una corsa a eliminazione, un inseguimento individuale (4 km e 3 km rispettivamente), uno scratch (15 km e 10 km rispettivamente) e una corsa a cronometro (1 km e 500 m rispettivamente). Il sistema di punteggio rimaneva invariato, con la classifica stilata inversamente al numero di punti ottenuti da ciascun atleta.
Una successiva modifica del regolamento attuata nel giugno 2014 portò alla modifica dell'ordine di svolgimento delle prove e del sistema di punteggio. Le prove in programma sono diventate, nell'ordine, uno scratch (15 km per le gare maschili Elite, 10 km per quelle femminili Elite), un inseguimento individuale (4 km e 3 km rispettivamente), una corsa a eliminazione, una corsa a cronometro (1 km e 500 m rispettivamente), un giro lanciato a cronometro e una corsa a punti (40 km e 25 km rispettivamente). Nelle prime cinque prove il punteggio viene definito assegnando 40 punti al vincitore, 38 al secondo, 36 al terzo e così via fino ai piazzati dalla ventunesima posizione in poi, che ricevono 1 punto. Al subtotale così definito vengono sommati i punti ottenuti nella corsa a punti conclusiva (come da regolamento, 20 per ogni giro guadagnato, 5-3-2-1 per i piazzamenti negli sprint, -20 per ogni giro perso): il vincitore è il ciclista che totalizza il maggior numero di punti.
Un'ulteriore modifica del regolamento, attuata nell'ottobre 2016 dopo i Giochi olimpici di Rio de Janeiro, ha portato a una nuova modifica del numero e tipo di prove, che sono scese a quattro, da svolgersi in un'unica giornata. L'UCI ha infatti deciso la rimozione delle tre gare cronometrate e l'introduzione della corsa tempo, gara di gruppo in cui, dopo i primi cinque giri di "lancio", a ogni giro si ha uno sprint che assegna un punto al vincitore; il giro guadagnato assegna inoltre 20 punti. Nel nuovo omnium si hanno così nell'ordine uno scratch (10 km per le gare maschili Elite, 7,5 km per quelle femminili Elite), una corsa tempo (10 km e 7,5 km rispettivamente), una corsa a eliminazione e una corsa a punti (25 km e 20 km rispettivamente). Il sistema di punteggio resta invariato: al subtotale definito dalle prime tre prove vengono sommati i punti ottenuti nella corsa a punti conclusiva.
I ciclisti iscritti alla gara di omnium devono prendere parte a tutte le quattro prove, pena l'eliminazione dalla gara. Qualora un ciclista non completi una delle prove, gli vengono dedotti 40 punti. In caso di parità nel punteggio finale, è il miglior piazzamento nello sprint finale della corsa a punti a stabilire il vincitore.